# 河朔三镇
河朔三镇，又称河北三镇，是指唐朝末年藩镇割据时位于河朔地区的三个藩镇势力，即燕薊節度使、成德節度使、魏博節度使三個節度使的合稱。其中燕薊又作范陽、幽州或盧龍，位于今日河北省北部，北京、保定及长城附近一带；成德是幽州以南和山西接壤的地区，今日河北省中部；魏博后改称天雄，渤海湾至黄河以北，今河北省南部、山東省北部。

## 藩镇之患的肇始
唐代的河北已經高度開發，“河北貢篚徵稅，半乎九州”，再加上“河北氣俗渾厚，果於戰耕”，“冀州产健马，下者日驰二百里，所以兵常当天下。”
安史之乱后，唐代宗将河北安史降将就地封为節度使，其中李怀仙據范陽（今河北北部），田承嗣據魏博（今河北南部，河南北部）、李寶臣據成德（河北中部）；其后，河朔三镇逐渐成了地方割据势力，中央政府难以控制，乃“藩镇之患”的肇始。
代宗大历三年（768年），李怀仙为其部下朱希彩、朱泚、朱滔等所杀，此三人相继为节度使。大歷十四年，田承嗣死，其侄田悦承袭。德宗建中二年（781年）正月，李宝臣死，其子李惟岳求继。德宗拒绝了这一要求，于是李惟岳與田悦、淄青节度使李正己、山南东道节度使梁崇义等联兵抗命。唐朝派淮西节度使李希烈等率兵讨伐，李希烈反與河北藩镇朱滔、田悦等勾结，據許州（今河南许昌市），乱事进一步扩大。兴元元年（784年）正月德宗下罪己诏，河北三镇之亂才逐渐平息。此后，河北三镇自立節度使成了惯例，河北三鎮歷任節度使共計57人，由朝廷所選擇，而委任的，不過4人。
陈寅恪《唐代政治史述论稿》指出，唐代自安史乱后，“虽号称一朝，实成为二国”，“除拥护李氏皇室之区域，即以东南财富及汉化文化维持长安为中心之集团外，尚别有一河北藩镇独立之团体，其政治、军事、财政等与长安中央政府实际上固无隶属之关系，其民间社会亦未深受汉族文化之影响，即不以长安、洛阳之周孔名教及科举仕进为其安身立命之归宿。故论唐代河北藩镇问题必于民族及文化二端注意，方能得其真相所在也”。
河北的军事割據反映在唐朝的文學作品中。马戴、贾岛都是河北人，要绕道渤海、东海海路才回到唐朝故土，河东（今山西）或河南（今河南）是不能隨便入境的，马戴的《寄贾岛》诗云：“海上不同来，关中俱久住。”

## 藩镇坐大至唐滅
唐宪宗时期河北三镇曾短暂向中央表示归顺：魏博節度使田弘正反正；燕薊節度使劉總被朝廷勒令剃髮出家；成德節度使王承宗死，弟王承元棄鎮，入朝為官。
但宪宗死后，唐穆宗長慶年間，三鎮又开始反叛，原因是中央接收河朔，長官多昏庸驕矜，長慶元年（821年）燕薊發生兵變，士卒禁錮節度使張弘靖，盡殺其幕僚；長慶二年，魏博又復作亂，成德士卒也造反，杀了魏博調來的新任成德节度使田弘正，朝廷命裴度统兵讨伐，又命田弘正子，亦即魏博節度使田布出兵助讨成德，但是魏州兵馬使史憲誠要求田布實行“河朔故事”（恢復獨立狀態），田布不願背叛朝廷，只好仗劍自刎。至此三鎮出現的新的割據領袖：朱克融、王庭湊、史憲誠。而该三镇内部也反复哗变，相淪繼胥，如史憲誠兵變不久後即死於亂兵之手。至此藩鎮割據局面一直延續至唐朝滅亡，朝廷再無能力征服。
亂兵是唐朝藩鎮割據一方的特色，所謂“長安天子，魏府牙軍。”张国刚在《唐代藩镇研究》一书中提到藩镇动乱的四个特点：封闭性、凌上性、反暴性、嗜利性。趙翼更表示：“秦漢六朝以來，有叛將無叛兵。至唐中葉以後，則方鎮兵變比比而是。”不過河朔三鎮至唐代滅亡前夕，仍奉唐朝為正朔，成德節度使王元逵“歲時貢獻如職”，唐文宗將絳王李悟之女壽安公主嫁給他，正如李德裕所言：“河朔兵力雖強，不能自立，須借朝廷官爵威命以安軍情。”

## 弱唐繫於河北藩
文宗時，宰相牛僧孺曾說：「范陽自安史以來，非國所有，劉總暫獻其地，朝廷費錢八十萬緡而無絲毫所獲。今日誠得之，猶前日載義得之也。因而撫之，使捍北狄，不必計其逆順。」意思是只要這些藩鎮能捍禦華北邊疆的夷狄，他們對朝廷的逆順，已不是重點之所在。故宋人尹源評說：「弱唐者，諸侯也；既弱而久不亡者，諸侯維之也。唐之弱，以河北之強也；唐之亡，以河北之弱也。」

## 註腳
1. ↑  “河朔三镇”和“河北三镇”这两个名字均见于正史，其中“河朔三镇”见于《旧唐书》列传第六十九、九十二、一百一十一，《新唐书》列传第六十七、七十三、志第四十等；“河北三镇”见于《旧唐书》本纪第二十上、列传第一百一十三，《新唐书》列传第一百四十三等。
2. ↑  《全唐文》巻三一六，李華〈安陽縣令廳辟記〉
3. ↑  杜牧：〈論戰〉
4. ↑  杜牧：〈罪言〉
5. ↑  黄仁宇，《赫逊河畔谈中国历史》之二十二“藩镇之祸”的真面目” （页面存档备份，存于）。
6. ↑  《新唐書》卷210《羅弘信傳附紹威傳》
7. ↑  趙翼：《廿二史劄記》
8. ↑  《資治通鑑》卷第二百四十八
9. ↑  《資治通鑑》卷第二百四十四
10. ↑  黃仁宇：《赫遜河畔談中國歷史  22、“藩鎮之禍”的真面目》
11. ↑  《宋史‧尹源傳》